# Nadia Ejjafini

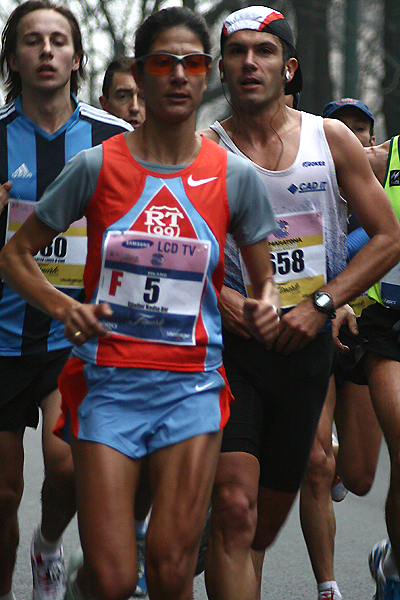
Nadia Ejjafini beim Mailand-Marathon 2007

Nadia Ejjafini (* 8. November 1980) ist eine italienische Langstreckenläuferin marokkanischer Herkunft, die zeitweise für Bahrain startete.
1998 wurde sie Vierte über 5000 m bei den Leichtathletik-Juniorenweltmeisterschaften in Annecy.
2003 kam sie, nun für Bahrain startend, beim Marathon der Leichtathletik-Weltmeisterschaften in Paris/Saint-Denis auf den 44. Platz. 2004 wurde sie Zweite beim Neapel-Marathon, erreichte aber beim Marathon der Olympischen Spiele in Athen nicht das Ziel. Im Jahr darauf belegte sie beim Marathon der Weltmeisterschaften in Helsinki den 41. Platz.
2006 gewann sie den Parelloop, die Corrida de Langueux und die Tilburg Ladies Run 10 K. 2007 wiederholte sie ihren Sieg in Langueux mit Streckenrekord und stellte als Vierte des Mailand-Marathons mit 2:37:25 h den aktuellen bahrainischen Rekord auf. Sie wurde daraufhin für die Olympischen Spiele in Peking nominiert, verzichtete dort jedoch auf einen Start.
Sie ist mit einem Italiener verheiratet und erhielt am 20. September 2009 die Staatsbürgerschaft ihres Ehemanns.

## Persönliche Bestzeiten
- 5000 m: 15:22,39 min, 28. Mai 2006, Hengelo
- 10.000 m: 32:29,53 min, 23. November 2007, Kairo
- 10-km-Straßenlauf: 31:57 min, 2. April 2006, Brunssum
- Halbmarathon: 1:10:38 h, 1. April 2007, Mailand
- Marathon: 2:37:25 h, 2. Dezember 2007, Mailand